# Vicente Blanco García
Vicente Blanco García (Sobrón, Álava, 28 de agosto de 1906-Zaragoza, julio de 1975) fue un sacerdote católico y catedrático de universidad español.

## Biografía
Vicente nació en la localidad alavesa de Sobrón en 1906. Huérfano de padre y madre desde su infancia, fue criado por su tío Arturo García del Río —notario de Miranda de Ebro—. Tras concluir en esa localidad burgalesa, sus estudios de primaría y secundaria en el colegio de los Sagrados Corazones, se trasladó a Comillas para estudiar Teología.   
Tras ser ordenado sacerdote en Comillas el 25 de julio de 1932, quedó incardinado en la diócesis de Calahorra y La Calzada. Poco después realizó diversas gestiones para trasladarse a Madrid, con el fin de concluir la carrera de Filosofía y Letras, que había comenzado en la Universidad de Comillas. Después de varias vicisitudes llegó a Madrid (octubre de 1933), y obtuvo la licenciatura de Filosofía y Letras en la Universidad Central de Madrid. Comenzó seguidamente el doctorado, iniciando su tesis doctoral titulada "San Ildefonso de Toledo, De Virginitate", bajo la dirección del catedrático de Paleografía y Diplomática,  Agustín Millares Carló. En ese momento, abandonó la Filosofía, centrándose en la lengua latina, que sería su especialidad. En 1935 se viajó a París, para avanzar en la tesis. Durante la Segunda República fue capellán adscrito a la madrileña parroquia de la Almudena y confesor de las Teresianas, alojándose en la Casa sacerdotal de las Damas apostólicas.
Concluida la Guerra civil, se incorporó a la Universidad Central de Madrid como profesor encargado de curso (1940). Disponía de unos ingresos escasos, por lo que necesitaba algún trabajo extra que le permitiera subsistir. A través de su amigo Josemaría Escrivá supo que se buscaban profesores de religión en la capital. Su solicitud fue aceptada, siendo nombrado profesor en el Instituto de Isabel la Católica (septiembre de 1941). Seis meses después regresó a la Universidad (febrero de 1942). Consiguió la cátedra de Lengua y Literatura Latina en la Universidad de Oviedo, trasladándose finalmente a la Universidad de Zaragoza, donde fijó su residencia hasta su fallecimiento en la capital aragonesa, en julio de 1975.
Vicente Blanco García, tiene una calle en Zaragoza.

## Publicaciones
En su producción, centrada en la lengua y literatura latina, tanto clásica como medieval, destacan:
- Durante su doctorado realizó el trabajo El manuscrito Ashbu-nham 17 de la Real Biblioteca Medicea Laurenziana de Florencia, Madrid, 1936.
- Plinio el Joven: Cartas. Madrid, 1938-1941
- El futuro simple en los autores latino-cristianos. Madrid, 1938
- Gramática y antología del latín medieval, Aguilar, Madrid, 1943
- Antologías latinas, 5 t., y Gramática latina, Aguilar, Madrid, 1943
- Historia y técnica del hexámetro latino, Zaragoza, 1944
- Diccionario abreviado latino-español y español-latino, Aguilar, Madrid, 1944
- Santa Catalina de Alejandría y su tiempo, Oviedo, 1944
- Pervivencia de Horacio en la moderna preceptiva literaria, Madrid, 1945
- El futuro imperfecto en latín, Comillas, 1945
- Cayo Cornelio Tácito, trad. y notas, Aguilar, Madrid, 1946
- Tácito y Shakespeare, Zaragoza, 1947.